# Teignbridge
Teignbridge és un districte no metropolità del comtat de Devon, Anglaterra. Té una superfície de 673.87 km². Segons el cens de 2001, Teignbridge estava habitat per 120958 persones i la seva densitat de població era de 179.5 hab/km².